# Кагарлицкий, Дмитрий Сергеевич
Дмитрий Сергеевич Кагарлицкий (род. 1 августа 1989 года, Череповец) — российский хоккеист, нападающий. Входит в топ-10 самых результативных хоккеистов в истории КХЛ, набрав более 450 очков.

## Карьера

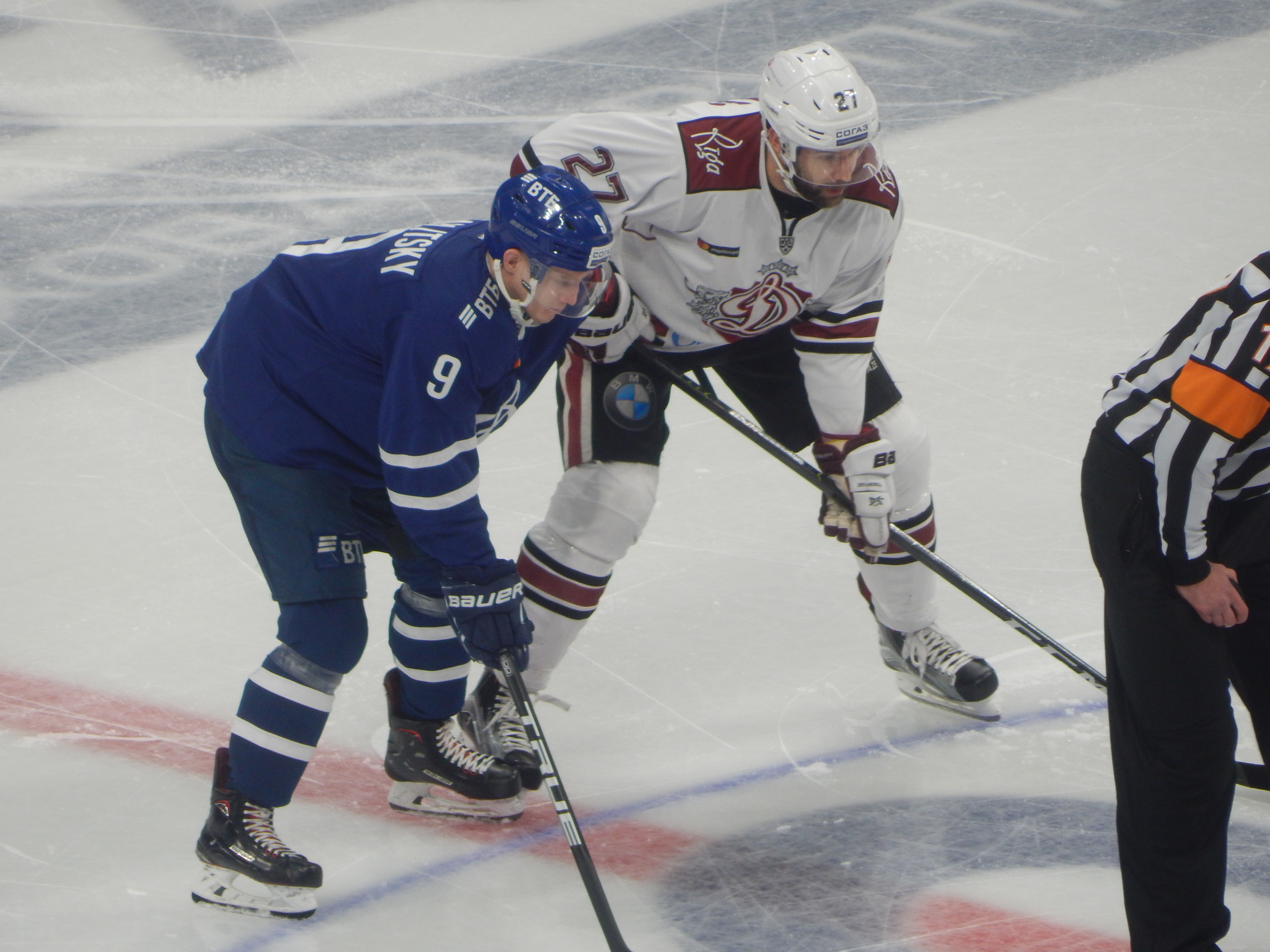
Кагарлицкий (в синем) в составе московского «Динамо» в 2019 году

Воспитанник хоккейной школы «Северсталь». Начал карьеру в 2006 году в составе мытищинского «Атланта», выступая до этого за фарм-клуб родной череповецкой «Северстали». В своём дебютном сезоне Дмитрий провёл на площадке только два матча, не набрав ни одного очка. Тем не менее, уже в следующем году он забросил свою первую шайбу за подмосковный клуб на высшем уровне.
5 ноября 2008 года мытищинский клуб заключил договор о сотрудничестве с Высшей лиги ХК «Рязань», сразу после чего Кагарлицкий присоединился к новому коллективу, где в 43 проведённых матчах сумел набрать 44 (13+31) очка. Несмотря на свою результативную игру, в следующем сезоне Континентальной хоккейной лиги сыграл лишь три матча, вновь проведя большую часть сезона в Высшей лиге в составе клинского «Титана», где он также отметился высокой результативностью, набрав 29 (10+19) очков в 36 матчах.
21 мая 2010 года Кагарлицкий покинул мытищинский клуб, после чего подписал контракт с московским клубом «Крылья Советов». В составе «КС» в дебютном сезоне ВХЛ провёл 59 матчей, в которых он набрал 28 (9+19) очков.
30 мая 2011 года Кагарлицкий заключил двухлетнее соглашение с новокузнецким «Металлургом». 10 января 2013 года он за денежную компенсацию перешел в украинский «Донбасс», в составе которого отыграл до конца сезона 2013/14 и затем покинул команду из-за выхода украинского клуба из числа участников КХЛ.
3 июля 2014 года стал игроком «Автомобилиста», однако через 6 дней был обменян в «Северсталь», за которую выступал до 2018 года. В составе родного клуба он провел 237 матчей и набрал 179 (65+114) очков и является третьим бомбардиром череповецкой команды в истории КХЛ.
По итогам сезона 2017/18 вошел в символическую сборную лучших игроков чемпионата КХЛ и получил приз «Золотой шлем».
17 мая 2018 года подписал контракт на один год с московским «Динамо». После сезона 2018/19 перешел в СКА, с которым 5 июня 2019 года подписал трехлетнее соглашение. Однако по контракту с санкт-петербургским клубом форвард отыграл только один год и 1 июня 2020 года в результате обмена вернулся в московское «Динамо».
24 мая 2021 года Кагарлицкий подписал однолетний контракт с казанским «Ак Барсом» и затем рассказал в интервью, почему принял решение перейти в клуб. В декабре того же года Дмитрий продлил соглашение с казанцами еще на два года. С июля 2022 года ведет свой канал в Telegram. 29 апреля 2024 года покинул клуб.
Перед началом сезона 2024/25 подписал контракт с нижегородским «Торпедо», которое стало 8-й командой Кагарлицкого в КХЛ. 17 октября 2024 года провёл свой 700-й матч в регулярных сезонах КХЛ, став 9-м хоккеистом в истории, достигшим этой отметки.

### В сборной
В составе сборной России Дмитрий Кагарлицкий принимал участие в юниорском чемпионате мира 2007 года, на котором он вместе с командой завоевал золотые награды, набрав 2 (1+1) очка в 7 проведённых матчах.
Также в течение карьеры привлекался в сборную России на этапы Еврочелленджа и Евротура.

## Достижения
- Чемпион мира среди юниоров 2007.
- Шестикратный участник матча звёзд КХЛ: 2013, 2015, 2016, 2017, 2018, 2019.
- Обладатель приза «Золотой шлем» по итогам сезона 2017/18.

## Статистика
| Легенда | Легенда                    | Легенда | Легенда                   | Легенда | Легенда    |
| ------- | -------------------------- | ------- | ------------------------- | ------- | ---------- |
| И       | Количество проведённых игр | Штр     | Штрафное время            | +/−     | Плюс-минус |
| Г       | Голы                       | П       | Голевые передачи          | О       | Очки       |
| -       | Статистика неизвестна      | —       | Статистика не учитывалась |         |            |

### Клубная карьера
- a В этом сезоне в «Плей-офф» учитывается статистика игрока в Кубке Надежды.